# Aixam

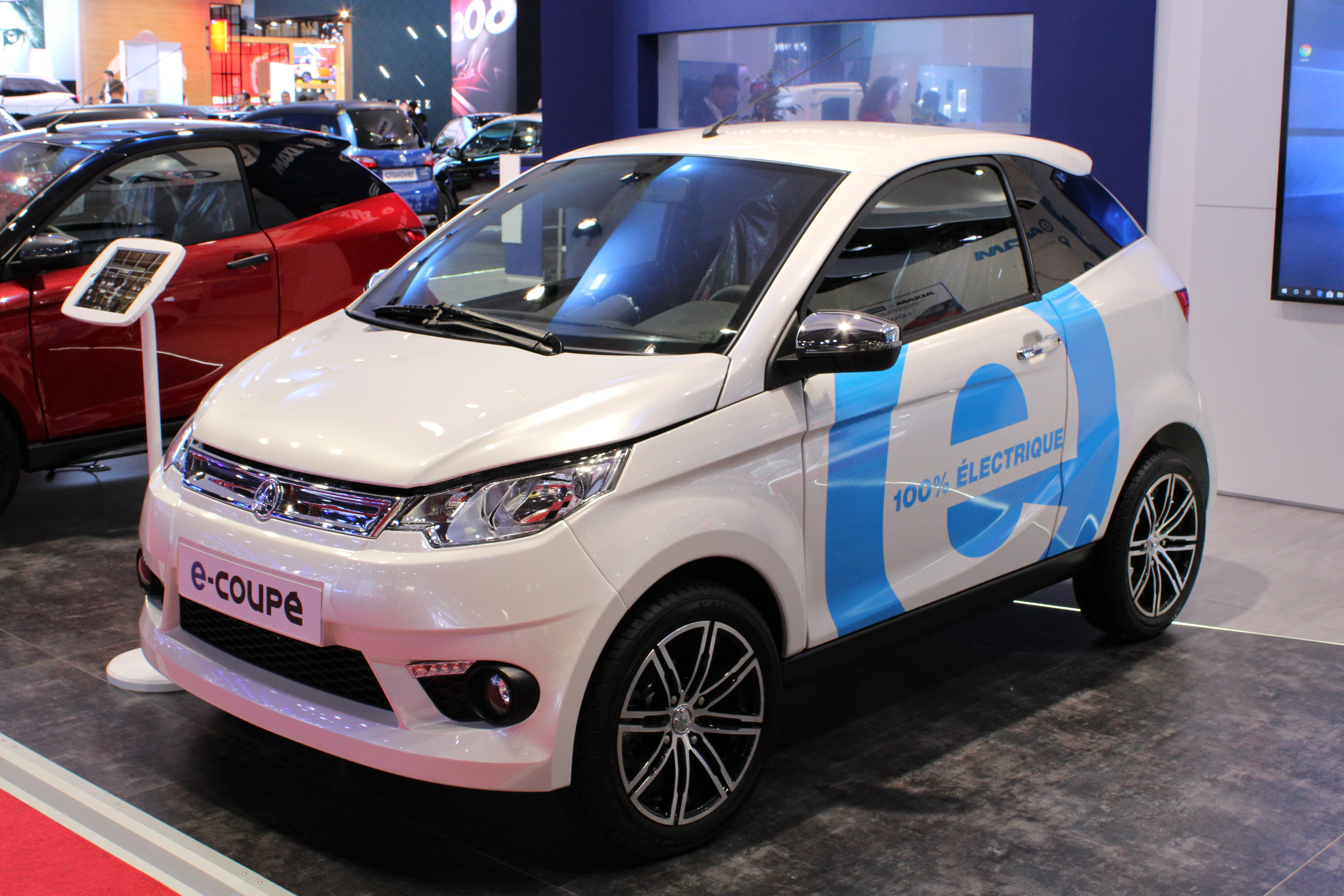
Aixam e-Coupé

Aixam é um fabricante de carros francês especializado em carros especiais de pequeno porte, que podem ser utilizados a partir dos 16 anos.

## Modelos
O Aixam 500 Super Luxe Evolution equipado com um motor a diesel de 2 cilindros (497 cc) que fornece menos do que 13 hp de potência e transmissão continuamente variável (Câmbio CVT).